# Usuardo de Saint-Germain

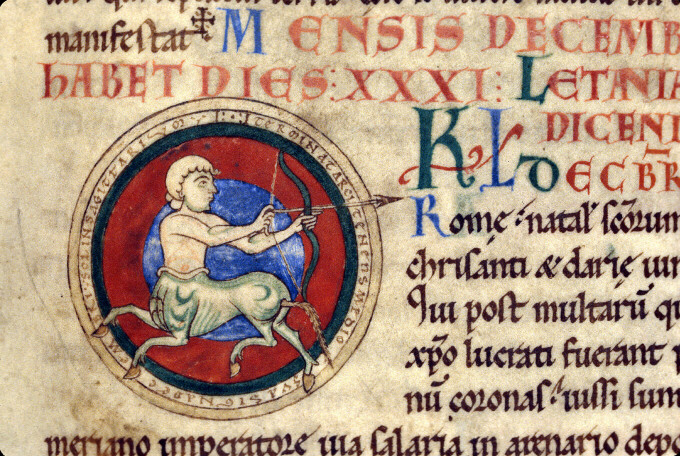
Iluminura de Sagitário num manuscrito do "Martirológio de Usuardo".

Usuardo de Saint-Germain, O.S.B. (em latim: Usuardus Sangermanii) foi um monge da Abadia de Saint-Germain-des-Prés, em Paris. É possível que ele tenha morrido em 875, pois o prólogo de sua obra mais importante, seu "Martirológio", no qual ele a oferece a Carlos, o Calvo, que a havia solicitado, foi aparentemente escrito pouco antes de sua morte.
Usuardo era um membro proeminente de sua ordem e foi enviado numa missão à Península Ibérica em 858 para buscar algumas importantes relíquias. O relato desta viagem ainda existe. O "Martirológio" ("Martyrologium") que traz o seu nome, uma compilação da qual o "Martirológio Romano" depende bastante, permaneceu, por toda a Idade Média, o mais famoso documento do tipo. Foi preservado em inúmeros manuscritos listados parcialmente por Henri Quentin.
A história completa da relação de textos utilizada por Usuardo foi esclarecida pela primeira vez por Quentin, assim como a evolução dos primeiros martirológios medievais que culminaram na obra de Usuardo. Segundo Quentin, Usuardo provê o que era um substancial resumo do "Martirológio" de Ado numa forma mais adaptada ao uso litúrgico na prática. Em certos pontos, porém, Usuardo reverte para uma recensão lionesa do "Martirológio" expandido de Beda atribuída ao arcediago Floro de Lyon.
O texto do "Martirológio" de Usuardo foi editado por Jacques Bouillart (Paris, 1718) a partir do manuscrito Latisi 13745 de Paris, que, se não for o autógrafo do autor, data da mesma época. Uma edição ainda mais elaborada foi produzida pelo bolandista padre Jean-Baptiste Du Sollier.